# Zahedan
Zahedan er en by i det sydøstlige Iran, med et indbyggertal på cirka 	560.725 (2011). Byen er hovedstad i provinsen Sistan og Baluchistan, og ligger tæt ved grænserne til nabolandene Afghanistan og Pakistan.